# جرج کوچار
جرج کوچار (انگلیسی: George Kuchar; ۳۱ اوت ۱۹۴۲ – ۶ سپتامبر ۲۰۱۱) کارگردان سینمای زیرزمینی و ویدئوپرداز اهل ایالات متحده آمریکا بود. از آثار مهمش فیلم کوتاه لخت بغلم کن (۱۹۶۶) را می‌توان نام برد.